# Prahový potenciál

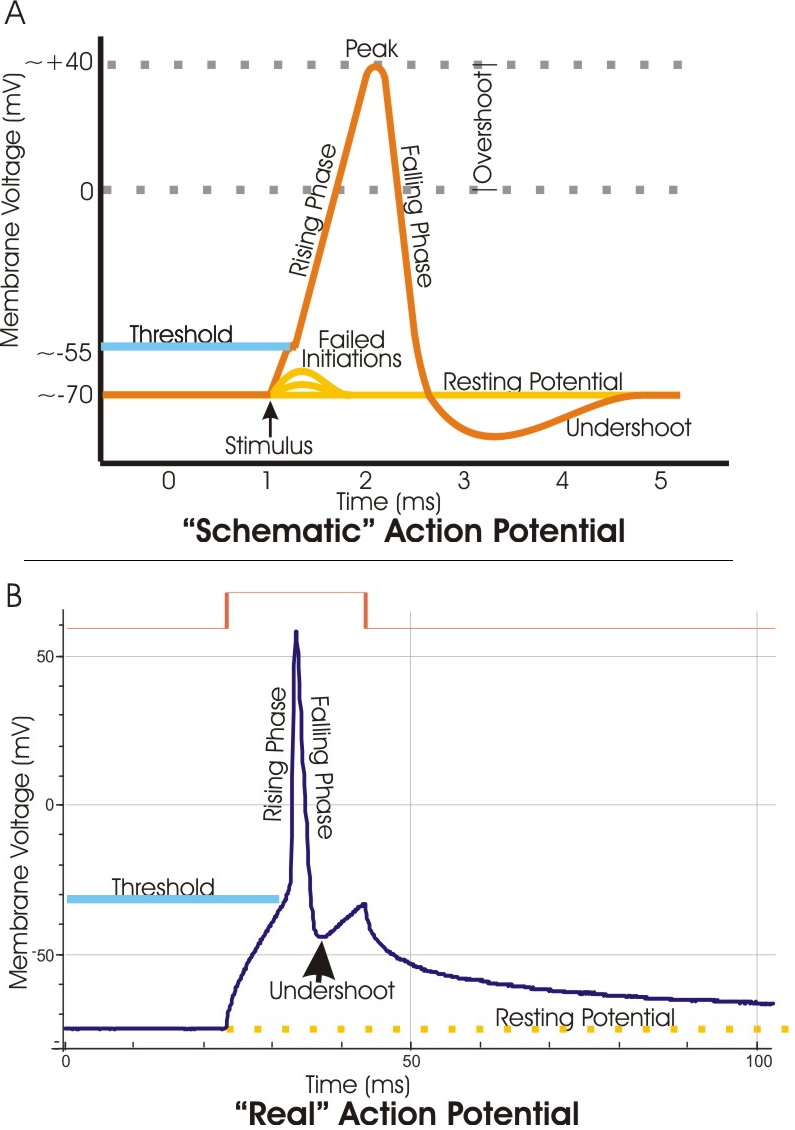
A. schematický pohled na ideální akční potenciál ilustruje jeho různé fáze, jak akční potenciál vzniká na buněčné membráně. B. Skutečné akční potenciály jsou často odlišné od modelu kvůli obměnám v elektrofyziologických technikách.

V neurovědách prahový potenciál nebo prah je kritická mez, přes kterou membránový potenciál musí být depolarizován pro zahájení akčního potenciálu. Prahové hodnoty potenciálu jsou nezbytné pro regulaci a šíření signalizace v centrálním nervovém systému (CNS) a periferním nervovém systému (PNS).
Obvykle  je prahový potenciál  mezi -50 a -55 mV, ale může se lišit v závislosti na několika faktorech. Klidový membránový potenciál (-70 mV) může být snížen nebo zvýšen pro dosažení prahové hodnoty pro sodné a draselné ionty. Příliv sodíku do buňky prostřednictvím otevřených, napěťově řízených sodíkových kanálů může depolarizovat membránu po předchozím dosažení prahového potenciálu, a tak ji vzrušovat, zatímco odliv draslíku nebo příliv chloru vede k hyperpolarizaci buňky, a tím brání, aby bylo dosaženo prahu.